# Forsand
Forsand este o comună din provincia Rogaland, Norvegia.